# Торе Риналда (Лече)
Торе Риналда (итал. Torre Rinalda) је насеље у Италији у округу Лече, региону Апулија.
Према процени из 2011. у насељу је живело 37 становника. Насеље се налази на надморској висини од -3 м.